# Bruno Bonfim
Bruno Bonfim (Anápolis, 18 de maio de 1979) é um nadador brasileiro.
Após encerrar a carreira de nadador, cursou administração e montou uma empresa de prestação de serviços de sistemas de gestão empresarial em Goiânia.

## Carreira
Bruno Bonfim começou a nadar aos dois anos na Escola Ipiranga, porque a mãe temia que ele pudesse se afogar nos muitos rios e piscinas da região.  Começou a competir aos 11 anos e, aos 14 anos, mudou-se para Goiânia, para treinar e estudar. Conheceu o técnico cubano Omar, com quem começou a treinar e a participar de campeonatos de águas abertas, chegando a campeão brasileiro.
Em 2000 foi treinar nos Estados Unidos, mas regressou depois de uma temporada, voltou a treinar com seu técnico no Esporte Clube Pinheiros e, depois, no Flamengo, quando passou a treinar só.
Esteve no Campeonato Mundial de Natação em Piscina Curta de 2000 em Atenas, onde foi à final dos 4x200 metros livre, terminando em oitavo lugar. Também ficou em 22º lugar nos 400 metros livre.
Em 2001 ganhou a prova de 1500 metros livre no campeonato brasileiro.
No Campeonato Mundial de Natação em Piscina Curta de 2002 em Moscou, Bruno ficou perto de ganhar uma medalha, terminando em quarto lugar nos 4x200 metros livre Também obteve o 20º lugar nos 400 metros livre e o 13º nos 1500 metros livre.
Participou do Campeonato Mundial de Esportes Aquáticos de 2003 em Barcelona, ficando em 30º nos 400 metros livre e em 24º nos 1500 metros livre.
Ganhou a medalha de bronze nos Jogos Pan-Americanos de Santo Domingo, nos 400 metros livre. Também ficou em sexto lugar nos 1500 metros livre.
Bruno Bonfim representou o Brasil nos Jogos Olímpicos de Verão de 2004 em Atenas, nadando as provas do revezamento 4x200 metros livre, onde chegou em nono lugar; e dos 400 metros livre, onde chegou em 34º lugar.
Encerrou a carreira de atleta em 2007.